# Шані

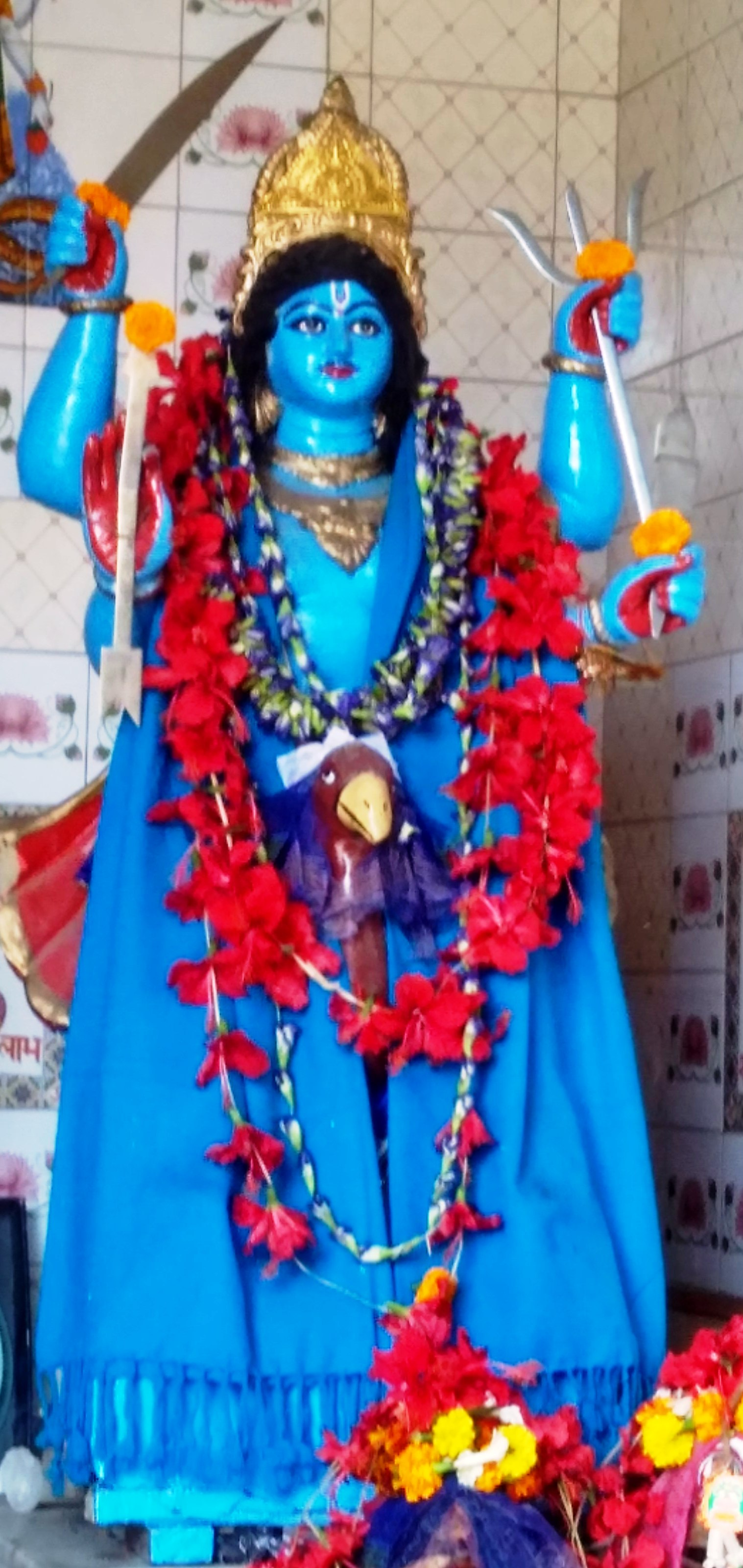
Шані

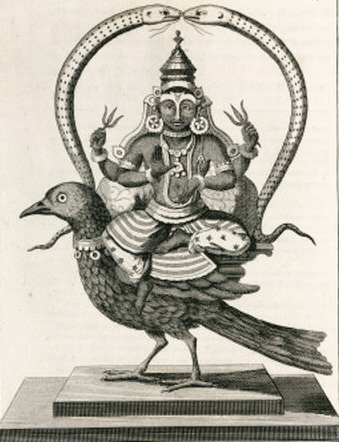
Шані П'єр Соннерат 1782

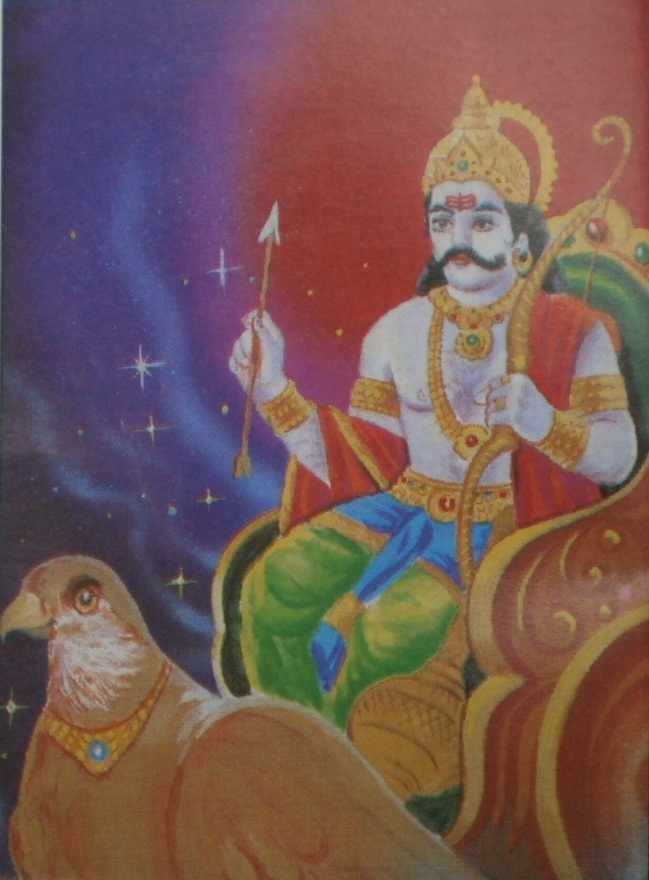
Шані

Шані (санскр. शनि,  Śani IAST) - дева, правитель планети Сатурн, одна з  наваграх (девʼяти небесних тіл) в   джйотіш.

## Функції
Шані є Господом суботи; слово Шані також позначає сьомий день або в суботу в більшості індійських мов. Слово Шані (शनि) походить від Shanaye Kramati Сб: (शनये क्रमति सः), той, хто рухається повільно, оскільки Сатурн обертається навколо Сонця приблизно за 30 років. Шані також відомий як Shanaishwar (शनैश्वर) Шані Бхагаван, Шані Діва.  У своїй персоніфікованій формі, Шані - це дева, син  Сурʼї від його дружини Чхаі (через що Шані також називають Чхаяпутрою). Він старший брат індуїстського бога смерті Ями. Шані за життя нагороджує або змушує страждати людину за життя, тоді як Яма карає або винагороджує людину після смерті..
Згідно з легендою, коли Шані вперше відкрив свої очі після народження, сталося сонячне затемнення. Шані вважається найбільшим учителем. Він приносить багато страждань тим, хто слідує шляхом зради і несправедливості. Він розглядається як найбільший доброзичливець і як той, хто завдає найбільших стражданнь. У індуїстському мистецтві, Шані зображують з шкірою темного кольору, одягненим в чорний одяг, в руках він тримає короткий меч, стріли і два кинджали, сидячи на Вахані - чорному вороні., або ж злим, потворним старим.
В селі Шінгнапур в штаті Махараштра існує храм Шані (Shani Shingnapur).

## Свято
Шані джаянті - день народження Господа Шані, також відоме як Шані Амавасйа. Господь Шані є сином Господа Сурйадева і правитель планети Сатурн і дня тижня суботи.
Шані джаянті спостерігається на безмісячну тітхі місяця джйешта відповідно до календаря північно-індійського пурнімант. За південно-індійським календарем амавасйант випадає на амавасйу міс. вайшакха.
Шані джаянті збігається з Ват Савітрі Врат, яке відзначають під час Jyaishta Amavasya в більшості пн.-індійських штатів. На Шані джаянті віддані  постяться або проводять упайї, щоб умилостивити Господа Шані і відвідати храми, шукати благословення Господа Шані. Вважається, що Господь Шані вірить у справедливе правосуддя і благословляє Своїх відданих на удачу і багатство. Люди, які не мають благословення Господа Шані, трудяться протягом багатьох років, не отримуючи ніякої винагороди за їх нелегку працю в житті.
Шані джаянті дуже підходящий день для виконання хаван, хомам і ягї, щоб заспокоїти Господа Шані. Шані тайлабхішекам і Шані Шанті пуджа є найбільш важливою церемонією, що чиняться під час Шані джаянті. Вона проводиться, щоб зменшити вплив Шані Доша, який в народі відомий як Саде Саті.
Шані джаянті також відомий як Шанішчара джаянті. У 2015 р. випадає на 18 травня.

## Транзити
Транзит Шані сприятливий тільки через 3-ю, 6-ю і 11-ю бхави [дому] щодо Джанма-раші [(місячного) знака народження]. Транзит через інші бхави так чи інакше несприятливий.
В джйотіш важливе значення має вивчення транзитів Шані по домам (бхавам) натальної карти. Особливу увагу приділяють саде-саті - транзиту через 12, 1, 2 бхави тривалістю 7,5 роки і перерва 22 роки. 
Дата вступу Сатурна в знак сидеричний
- Риби                   16/02/ 1996
- Овен                   17/04/ 1998
- Тілець                  6/06/ 2000
- Близнюки            7/04/ 2003
- Рак                     25/05/ 2005
- Лев                     16/06/ 2007
- Діва                   10/09/ 2009
- Терези                   5/08/ 2012
- Скорпіон            2/11/ 2014
- Стрілець              26/10/ 2017
- Козерог              24/01/ 2020
- Водолій             17/01/ 2023
- Риби                  29/03/ 2025

## Врата-катха для Сатурна
Цю катху потрібно практикувати по суботах для гармонізації Шані (Сатурна). Найкращий спосіб для гармонізації планет — це обітниця протягом якої людина здійснює читання (вголос чи мовчки не так важливо головне з усією душею), або слухання цієї ведичної казки з увагою та шанобливістю.
Для складання обітниці потрібно обрати сприятливу пору (сприятливим вважається період росту місяця, треба звернути увагу на місячний календар і запланувати зручний дла Вас початок обітниці) та відповідний день тижня до кожної планети. У випадку Сатурна — субота.
Для визначення кількості таких днів застосовують формулу: кількість прожитих років плюс один. Тобто, якщо Вам 30 поних років, то ви маєте протягом 31 суботи читати сказання для гармонізації Сатурна. Катха для Сатурна є найбільшою і виконання обітниці на честь Шані дать найтяжче.
Вважається що кожній людині протрібно гармонізувати стосунки з усіма планетами і людина сама має відчути потребу в такій практиці, так само, які планети гармонізувати та в якій послідовності. Гармонізація планет веде до процвітання, збагачення духовності та злагоди.
Цар Вікрама розмовляє зі своїми придворними про те, яка з Дев'яти Планет найголовніша.
Прийшов час царю Вікрамі винести своє рішення. Весь двір — і мудреці, і просто зацікавлені - звернули погляди до свого повелителя, готові куштувати нектар його міркувань, точно як соняшники, які повертаються за сонцем, щоб повніше куштувати солодкість його променів. Знову і знову перебирав цар в розумі все почуте ним: родоводи і незвичайні здібності, приклади доблесті і благородства. Але знову і знову його думки поверталися до Сатурну і до неймовірної його жорстокості. Поступово невимовна печаль опанувала сердце царя, і занурилося воно в безпросвітний морок.
І раптом такі слова зірвалися з його губ:
- Краще зовсім не мати сина, ніж мати такого, як Сатурн, чий погляд настільки жахливий у своїй ненависті! І якщо навіть власного батька не пощадив владика Сатурн, кого ж він пощадить? Дайте відповідь мені, о мудрі!
І сталося так — а було це зумовлено долею, - що в ту саму мить проносився над ними в небесах на своїй повітряній колісниці сам владика Сатурн. Слова царя досягли його слуху, і негайно ж Сатурн спустився на землю і вступив до палацу. Побачивши цього високого, виснаженого, кульгавого бога — втілення непохитності і невблаганності. І цар, і всі придворні позбулися дару мови від подиву і жаху. Немов дерев'яні палиці, впали вони ниць, простягнувшись нерухомо на землі.
Бувають в житті такі миті, коли людина раптом розуміє, що неналежне слово тільки що зісковзнуло з її губ. І єдине її бажання в подібну мить забрати це слово назад. Але не можна взяти назад слово, що одного разу вимовлено, і один нерозсудливий вчинок може кинути тінь на всі наші діяння до кінця життя. Саме така мить настала для царя Вікрами. Серце його пішло в п'яти; смак праху і попелу відчув цар у роті, хоча на обличчі його як і раніше читалася відвага. З найглибшою шанобливістю припав цар Вікрама до ніг Сатурна і посадив його на свій власний трон, і віддав всілякі почесті цьому втіленню неминучості, і підніс до нього молитви і звершив в його честь обряди. І роблячи все це, розумів він, що доля його вже вирішена.
Коли ж цар завершив всі ритуали, темноликий Сатурн заговорив з ним, і голос його дзвенів спокоєм і холодом реальності:
- О Вікрамадітя! Ти завдав мені образу перед лицем всього зібрання, навіть не відаючи, наскільки далеко простягаються мої можливості. Чи знаєш ти, що Індра і всі інші боги тремтять переді мною? Ти знаєш, що я знищую кожного, хто викличе мій гнів. Але ось що ти ще не зрозумів: навіть сліду не залишається від того, кого знищую я, і навіть саме ім'я його стирається з пам'яті людської! Пролітаючи зараз над цим зібранням, я відчув, що ти висловив огиду до мене. Хай буде тобі відомо, що зараз я входжу в сузір'я Діви, яке займає дванадцятий будинок твого гороскопу. А це означає, що протягом семи з половиною років у тебе не буде іншого вибору, окрім як осягати, який я на ділі. Зараз твій розум далекий від істини, але незабаром ти дізнаєшся, яка моя влада. І я зіб'ю з тебе пиху, запам'ятай мої слова!
Ти ще не здогадуєшся, наскільки велика моя доблесть. Місяць перебуває в сузір'ях зодіаку всього лише по два дні з чвертю, Меркурій і Венера — по місяцю кожен, Марс — по півтора. Юпітер по дванадцять місяців, Раху і Кету — по вісімнадцять. Я ж залишаюся повних тридцять місяців в кожному знаку, завдаючи багато довгих страждань  найвеличнішим богам. Вслухайся, о царю, в мої слова! Коли я наздогнав Рамачандру, втілення самого Господа, він втратив усе, що мав, і був вигнаний у ліс. Коли ж я звернув свою міць проти Равани, Шрі Рамачандра і Лакшман зібрали військо, вторглися в Ланку, вбили Равану і знищили всю його сім'ю. А тому, о цар Вікрамадітья, готуйся до нещасть!
Закінчивши свою промову, Сатурн піднявся так само стрімко, як цар упав перед ним ниць. Чіпляючись за чорні ноги Сатурна, він кричав у відчаї:
- О владика Сатурн! Прости мені цю образу, благаю тебе! Пожалій нещасного!
Але Сатурн відповів:
- Якщо я виявлю співчуття до тебе, то ти так і не пізнаєш всієї моєї могутності. Хоча б один раз ти повинен випробувати її, інакше зарозумілість і зухвалість ніколи не залишать тебе.
І з цими словами Сатурн зійшов на колісницю і помчав у своє царство. Згораючи від сорому і жалю за свою жахливу помилку, цар Вікрама з великою поспішністю покинув двір. Він кинувся в храм і в сум'ятті почав підносити молитви і вершити обряди.
Але потім він сказав собі:
- Я образив Сатурна, планету могутню і жорстоку.
І тепер мені доведеться пожинати плоди скоєного. Моя власна карма штовхнула мене на цей шлях. Хіба знав місяць, викрадаючи дружину Юпітера, що доведеться йому страждати від прокляття Дакші? І чи знав Дакша, що це прокляття коштуватиме йому голови?
Але навіть ті, хто розуміє, що потягнуть за собою їх вчинки, невільні від їх наслідків. Довелося ж Благословенному Вішну благати Балі повернути йому Всесвіт після того, як він обдурив того ж Балі і асурів, хитрістю позбавивши їх амрити, яку вони чесно здобули, збиваючи Океан разом з богами! Треба приймати все, що відбувається. Не можна змінити того, що судилося. Так навіщо шкодувати?
І сказавши собі так, він пообідав, і ліг на ложе, і занурився в глибокий сон. А наступного ранку він знову з'явився перед своїм двором і зайнявся звичайними державними справами. Спокійним здавався він, як завжди, але душу його роз'їдала болісна тривога. День і ніч він гадав, які нещастя припас для нього Сатурн. Так пройшов місяць.
Незабаром після того, як Сатурн, найжорстокіша з планет, увійшов в сузір'я діви, що знаходилося в дванадцятому будинку місячного гороскопу царя Вікрамадіть, до двору цього земного владики з'явився один астролог, вельми вчений і ерудований
- О великий царю! 
- мовив він. 
- У дванадцятий будинок твого місячного гороскопу увійшла особливо сувора і жорстока планета Сатурн, і під її дією в твоєму житті почався період горя і страждань, який триватиме сім з половиною років. Звичайними словами говорив ти про Сатурн, але недарма у всіх трьох світах він носить ім'я Махакрура — найжорстокіший. Настав час здійснювати обряди і роздавати милостиню, і нехай читають для тебе мантри, щоб догодити і умилостивити Сатурна і позбавити тебе від плодів Його гніву.
Вибери ж Брахмана вченого і благочестивого, і нехай він прочитає двадцять три тисячі разів мантру Сатурна від твого імені. Після прочитання мантри зроби п'ять тисяч сімсот п'ятдесят підношень і віддай їх жертовному вогню. Також принеси в дар якомусь брахману чорний горох, чорний одяг, залізо і олію і нагодуй брахманів з твоїх коштів. Якщо будуть прочитані мантри, якщо нагодуєш ти кількох брахманів, а тим, що будуть здійснювати заради тебе ритуали на честь Сатурна, станеш поклонятися як самому владиці Сатурну, то серце Сатурна пом'якшиться. Якщо догодиш ти Йому своїм служінням, він стане захищати тебе немов рідного сина до закінчення цих семи з половиною років.
Цар Вікрамадітя відповів:
- Звичайно, я спробую умилостивити Сатурна, і буду роздавати щедру милостиню, і зроблю всі належні обряди. Однак чи задоволений він цим? Якщо він приніс нещастя своїм батькові і матері, тільки народившись, то що ж хорошого може він зробити іншим? Що людині визначено, то безсумнівно станеться з ним, і від цього не врятуєш. Тому, прошу тебе, повертайся додому. 
- І цар попрощався з пандітом і побажав йому доброї дороги.
А незабаром після того в Уджаіні з'явився сам Сатурн у вигляді багатого купця, який торгує кіньми. О слухачі! Прислухайтеся до оповідача з увагою! Багато багатіїв приходили до цього купця купувати коней. Дійшли чутки про нього і до царя Вікрама, І цар послав свого конюшого купити найкращих коней для палацових стійл. Підкоряючись царському наказу, конюший прийшов до купця і вибрав скакунів з найкращих порід. Але почувши ціну, він був вражений і побіг доповісти про неї царю. Приголомшений цар відправився подивитися коней особисто. І ось Сатурн у вигляді купця почав показувати царю одного коня за іншим, а цар ретельно оглядав їх. Коли ж цар запитав купця про ціну, той відповів:
- О мій повелитель! Я назву ціну, але лише після того, як ти, проскакавши на одному з цих жеребців, вирішиш, що він тобі до вподоби.
Вибравши коня на ім'я Саранг, цар велів наїзнику з батогом осідлати його. Попрямувавши на луки, що розкинулися неподалік, вони випробували скакуна, і виявилося, що кінь у всьому кориться наїзнику. І цар залишився задоволений. Але тут купець вивів ще одного коня, ім'я якому було Ахлах, І сказав царю:
- Ціна цього коня сто тисяч срібних рупій. Знаю, що ще ніхто і ніколи не просив таку ціну за коня. Але якщо ти сам проскачеш на ньому хоч трохи, то побачиш, на що він здатний, оціниш його гідності і ходу. Тоді зможеш сам судити, чи так вже багато я прошу.
Піддавшись умовлянням, цар сів на коня і, пустивши його в легкий галоп, поскакав лукою. А деякий час потому сказав сам собі: “цей кінь і справді дуже жвавий і спритний”.
І лише тільки цар вимовив ці слова, Ахлах неймовірним стрибком змайорів у небо, а потім, лише торкнувшись копитами землі, стрибнув знову. І так він мчав зі швидкістю воістину запаморочливою і з кожним стрибком відлітав все далі. Міцно триматися доводилося царю, щоб не розлучитися з життям. Нарешті вони опинилися посеред густих джунглів, і тут, на березі річки, кінь на мить сповільнився. Зібравшись з силами, цар зістрибнув додолу, і в ту ж мить чудовий скакун зник. Зникла і річка. Озирнувшись навколо і не побачивши ні коня, ні річки, а тільки непрохідну чащу, цар занурився в безмежну скорботу. "Куди мені тепер йти? - гірко запитував він себе. - І що я тепер робитиму?»
Не встиг він ще раз озирнутися на всі боки, як сонце закотилося. Темрява огорнула все навколо так швидко, що незабаром неможливо стало розгледіти навіть стежку в цьому похмурому лісі. Нічого не залишалося цареві, як провести ніч під деревом. Коли ж настав світанок нового дня, він відшукав дорогу і вийшов з лісу, замучений голодом і спрагою. Тут же назустріч йому попався пастух коров'ячого стада, який дав царю напитися і вказав йому пряму дорогу до найближчого міста. А було то місто Тамалінда, і шляху до нього було близько двадцяти миль. Гірко зітхаючи від його похмурих передчуттів і трепету перед прийдешнім, цар Вікрама вийшов на дорогу і втомлено побрів назустріч своїй долі.
А жителі Уджаїні спочатку терпляче чекали повернення царя. Однак цар так і не спустився з небес, і до настання ночі всі його піддані занурилися в безодню безнадійного відчаю. Безмірна скорбота охопила все місто, яке втратило свого коханого повелителя, подібно до того, як біль охоплює все тіло, якщо вражений один з членів його.
Вранці наступного дня купець прийшов до головного радника царя і сказав йому:
- Будь такий добрий, заплати мені за коня.
На це радник відповів:
- Коли цар повернеться, він заплатить тобі.
І розіслав воїнів на всі боки в пошуках свого повелителя, які повернувшись сказали, що той пропав без сліду. Тому довелося раднику розщедритися і заплатити за коня сто тисяч срібних рупій — ту саму ціну, яку купець назвав царю. Поклавши гроші в кишеню, Сатурн зник.
Цар же тим часом дістався абияк до міста Тамалінди і, увійшовши в нього, відразу потрапив на базар. Стомлений дорогою, він присів відпочити біля входу в торгову крамницю. І сталося так, що товар в цій крамниці відразу став розпродаватися вдвічі швидше, ніж зазвичай. Помітивши це, господар подумав, дивлячись на царя Вікраму: «напевно ця людина дуже удачлива і щаслива». І він вітав царя Вікраму з великою пошаною, і ввів його в свою крамницю, посадив і сказав:
- Обполосніть рот, вимийте руки і ноги і зробіть обмивання, а потім приходьте до мене додому і розділіть їжу зі мною. До якої касти ти належиш, де твій дім і як тебе звати?
Цар відповідав:
- За народженням я кшатрій, а батьківщина моя далеко звідси. Я довго поневірявся, і ось прийшов у це місто і побачивши твою лавку, присів відпочити тут.
Вислухавши це, купець промовив:
- Хороша відповідь. Оскільки ти тут, ходімо зі мною, прошу тебе.
І сказавши так, він ввів царя у свій багатий будинок, що стояв неподалік. Тут цар Вікрама здійснив обмивання і щоденні ритуали, а потім купець урочисто посадив його за стіл і став пригощати стравами чудовими і рідкісними, що володіють усіма шістьма смаками. Наївшись же досхочу, вони омили руки і обличчя запашної водою і стали жувати листя і горіхи бетеля.
Сталося так, що дочка купця, ім'я якої було Алолика («незворушна»), в той час підшукувала собі відповідного нареченого. І батько її теж старанно придивлявся до молодих людей, але так і не міг знайти гідного своєї дочки, поки доля не закинула несподівано в його крамницю цього щасливого чоловіка, який якнайкраще підходив йому в зяті. Пославши за дочкою, купець сказав їй:
- Алоліка! Сьогодні я зустрів потрібну для тебе людину. Іди, прикрась його гірляндами в знак того, що він твій обранець, і виходь за нього заміж.
І дівчина відповіла:
- Добре, батько. Але заміж я вийду за нього не раніше, ніж випробую. 
Перш ніж поєднуватися з ним шлюбом, я повинна знати, наскільки він мудрий, розумний і глибокий. Коли настане вечір, пришли цього гостя ночувати в кімнату, де я займаюся мистецтвами і навчаюся ремеслам. Там я випробую його, і якщо він витримає перевірку, я вийду за нього заміж.
Купець поступив згідно з проханням дочки і послав царя ночувати в кімнату, де Алоліка навчалася мистецтвам. Увійшовши в кімнату, цар здивувався стінам покритих безліччю чудових картин, на яких були зображені слони, коні і птахи. Посередині кімнати було влаштовано ложе з балдахіном, з оксамитовою периною під білим покривалом і з вишитими подушками по обидва боки. Перлова люстра висіла в центрі стелі, і на всі боки тягнулися від неї перлинні нитки, так що і сама кімната здавалася покритою балдахіном. Світильники освітлювали кімнату яскравим світлом, подібним сяйву місяця, і гірлянди з троянд виділяли солодкий аромат під подихом вітерця. А у ложа був столик зі слонової кістки, заставлений флаконами з рожевою водою і всілякими пахощами.
І подумав цар Вікрама, побачивши ці незрівнянні прикраси вимовив: "Ось так-так! Що ж це за країна? І яка тут краса! Воістину вибагливі діяння карми. Нікому не дано осягнути їх. Здається мені, все це лише одна з ілюзій владики Сатурна, якою він намірився обдурити мене знову. Так, У цьому немає сумнівів. Навіть ця дочка купця, мабуть, є частиною ілюзії. Подивимося ж, що буде далі». І з цими думками він ліг, накрився з головою і прикинувся сплячим.
Так, він лише прикидався сплячим, бо сон втік від нього. Хіба міг він заснути під суворим поглядом Сатурна, усвідомлюючи, що ще сім з половиною років над його життям пануватиме цей жорстокий бог? І ось, сховавшись з головою, цар лежав без сну, під гнітом тяжких думок.  Минуло небагато часу, і дочка купця, прикрашена шістнадцятьма видами коштовностей і прикрас, увійшла в покої. Перли і діаманти обвивали її ніжну шию, плавною хвилею спадало її волосся, посипане перлинами, і діамант виблискував на прикрасі її носа. Божественна краса її тіла сяяла крізь багатий одяг, як спалахи блискавки просвічують крізь золоті вечірні хмари. З великими надіями  і радісними помислами увійшла вона в кімнату, чувся дзвін браслетів на щиколотках її ніг. Кожна пора її шкіри виділяла пахощі, коли вона наблизилася до ложа. Але тут побачила Алолика, що цар спить, сховавшись з головою.
Потрібно сказати, що дівчина ця була вельми досвідчена у випробуванні тих, хто сподівався завоювати її руку, і вельми хитромудра в спілкуванні з ними. Намагаючись пробудити царя від сну, вона почала бризкати на нього шафрановою водою. Але як можна розбудити того, хто лише прикидається сплячим? Той, хто спав, може заговорити, але той, хто насторожі, буде мовчати.
Цілих три години дочка купця намагалася розбудити царя, але марно. Зрештою, важко зітхнувши, вона повісила своє перлове намисто на гачок біля ложа і з тремтячим серцем, вся тремтячи, лягла поруч з царем. Незабаром її здолав сон.
Тоді цар стягнув з голови своєї покривало і, побачивши Алолику, подумав: «Люди звуть мене хоробрим і доблесним і кажуть, що всі помисли мої — лише про служіння іншим. Вдень і вночі я боявся згрішити. І ось тут, поруч зі мною молода дівчина, на якій я не одружуся. Як пояснити їй становище, в якому я опинився? Якщо мудреці вважають гріхом навіть говорити з незаміжньою дівчиною наодинці, яким же великим гріхом буде доторкнутися до неї?»
Так лежав цар, розмірковуючи, і раптом очам його стало диво: один з лебедів з картини, що прикрашала стіну, раптово ожив і зіскочив на підлогу. В перевалку підійшов він туди де висіла на гаку перлове намисто, що Алолика зняла з шиї, і почав ковтати перлини одну за одною. У великому подиві дивився цар на це диво, що не обіцяло йому нічого хорошого, і думав: «те, що зараз відбувається, принесе мені багато страждань. Дорого мені доведеться заплатити за це! Якщо з'їсть Лебідь усі перли і я не заваджу цьому, то мене звинуватять у крадіжці і будуть судити! Але не можу я відібрати у лебедя це намисто: адже досі я ніколи не відмовляв прохачеві, бо знаю, що відмова приносить страждання. Так нехай краще судять мене за злодійство, ніж зруйную я свою славу щедрого царя, віднявши у лебедя перли!" І з цими думками цар нарешті заснув.
А дівчина, прокинувшись вранці і побачивши поруч з собою сплячого царя, з досадою подумала: «ця людина, якого батько пророкує мені в чоловіки, — ні на що не придатний дурень! Мало йому, що проспав він всю ніч — так він і досі спить!»
Так, бурчачи собі під ніс і лаючи царя, попрямувала дочка купця до того місця, де повісила своє перлове намисто. Але не знайшовши його там, вона грубо розштовхала царя і сказала йому:
- Тепер мені зрозуміло! Ти зовсім не жалюгідний дурник, яким прикидаєшся, а великий шахрай! Ти вкрав моє намисто, а потім віддався сну. Але тобі це не пройде недаремно! Поверни мені намисто і вийди з нашого будинку!
У відповідь цар вигукнув:
- Сестро! Я не брав твого намиста. Я просто спав тут, і ти звинувачуєш мене несправедливо.
Тоді розгнівана дівчина побігла до батька і закричала;
- Нічого сказати, підходящого чоловіка ти знайшов мені, батько! Цей твій гість - шахрай і злодій, і в цьому ремеслі не останній. Вночі він вкрав моє перлове намисто і десь сховав його.
Почувши це, купець побіг до царя і накинувся на нього в люті:
- Нікчемний дурень! Я дав тобі притулок, нагодував добірними стравами і запропонував тобі в дружини власну дочку! А ти чим відплатив мені? Що ти наробив?!
Цар Вікрама сказав у відповідь:
- Я не крав намиста. Це моя зла доля у всьому винна. Через неї я потрапив в цю переробку.
Від цих слів купець вийшов з себе і велів слузі:
- Хапай цього шахрая, в'яжи і випори його як слід. Можливо, це змусить його зізнатися у злочині! Схоже, без хорошої прочуханки тут не обійтися.
Слуга міцно зв'язав царя Вікраму мотузкою і став бити, а купець тільки прикрикував:
- Бий сильніше! Видно, тільки тоді він зізнається, що вкрав намисто, і поверне його. Співчуття тут ні до чого!
І з такою ретельністю почали бити його слуги купця, що цар Вікрама, впавши у відчай від затягування на його шиї петлі Сатурна, закричав:
- О купець! Я нічого не знаю про відсутнє намисто. Даремно твої слуги б'ють мене! Ти оглянув тіло моє і обшукав одяг, але нічого не знайшов. Пожалій мене хоч трохи! Я не брав намиста, я нічого про нього не знаю, у мене його немає! Ти б'єш мене ні за що!
Тоді купець сказав своїм слугам:
- Видно, ми маємо справу з бувалим злодієм. Незважаючи на побої, він все наполягає. Відведіть-но його до царя. Царське правосуддя послужить йому уроком! Тоді-то він поверне нам намисто!
І слуги купця, зв'язавши царю Вікрамі руки, повели його до палацу, де нещасний постав перед царем Чандрасеною, якому у всіх подробицях розповіли історію з намистом. Вислухавши, цар Чандрасена сказав царю Вікрамі:
- Ах, негіднику! Негайно дістань вкрадене намисто і поверни його купцеві!
На це Вікрама відповів:
- Я не крав його і нічого не знаю про нього. Ти помиляєшся, царю! Воістину, я нічого не знаю про це намисто. Все це сталося зі мною лише тому, що владика Сатурн гнівається на мене. Я не займаюся крадіжкою. Але якщо ти досі сумніваєшся в мені - що ж, будь по-твоєму: я злодій, і я прошу Тебе - зглянься наді мною! Проявіть милосердя!
Почувши це, цар Чандрасена стрімко піднявся, і гнів його спалахнув, точно як полум'я:
- Жалюгідний обманщик! Ти досі заперечуєш свій злочин? Обікрав цього високоповажного купця і прикидаєшся, ніби нічого не зробив?! Варта! Відрубайте цьому шахраєві кисті рук і стопи і викиньте його геть з міста. Так дивіться, щоб відтепер він не випив ані ковтка води і не з'їв ані крихти хліба.Так Сатурн збентежив розум царя Чандрасени, змусивши його повірити, що стоїть перед ним — і справді злодій, і залишити його благання без жодної уваги.
Слуги ж царя Чандрасени кинулися виконувати наказ свого повелителя. Вони поволокли царя Вікраму за межі міста до ката, а той, не зволікаючи, відрубав йому кисті і ступні. І в ту саму мить, коли кат відсік члени від тіла царя Вікрами, по всьому місту раптово прокотилася хвиля скорботи і плачу. Понівечений цар корчився від болю і видавав крики страждання, і життя по краплі витікало з його тіла. Але безсердечні слуги царя Чандрасени нічим не побажали полегшити його муки. Вони віднесли Вікраму в дику лісову чашу і, кинувши його там, повернулися до свого царя. Чандрасена запитав їх:
- О вірні слуги мої! Як цьому грабіжникові тепер? Він все ще живий чи помер?
І слуги пронизливими голосами закричали навперебій"»
- Він ось-ось помре! Як можна вижити безногому і безрукому? Він помирає болісною смертю, страждаючи від болю і стікаючи кров'ю. Ми заборонили людям давати йому їжу і воду. Довго йому не прожити! Судоми в обрубках його членів змушують його страждати, як рибу, викинуту з води.
Жителі міста Тамалінди співчували царю Вікрамі, але оскільки їх власний повелитель суворо заборонив годувати і поїти нещасного, то вони тремтіли від страху при думці, що, переступивши заборону, можуть закінчити свої дні так само плачевно.
Але цар Вікрама вижив. Адже, як інакше міг би Сатурн продовжити його страждання?! У жахливих муках пройшов місяць і нарешті Сатурн трохи зглянувся над царем Вікрамою. Тоді з його волі і в серці царя Чандрасени зародилося співчуття до покараного ним прибульця. І одного разу він звернувся до своїх слуг з питанням:
- В якому стані тепер цей злодій?
І почув у відповідь:
- О великий царю! Він все ще живий, але вигляд його жахливий. До того ж без їжі і води він знаходиться на межі життя і смерті.
Вислухавши, цар сказав:
- З цього дня проявляйте до нього жалість і дайте йому їжу і воду.
Дотримуючись наказу свого володаря, слуги Чандрасени почали приносити цареві Вікрамі їсти та пити. Жителі міста стали піклуватися про нещасного і теж постачали його їжею. І незабаром біль в покалічених членах його вщухла, і сили повернулися до нього. Але він все ще був безпорадним, і пересування без рук і без ніг коштувало йому величезних зусиль і страждань.
Так пройшло два важких роки для нещасного царя Вікрами, поки одного разу повз нього не пронесли в паланкіні якусь жінку, яка народилася в місті Уджаіні і якраз поверталася звідти, відвідавши свою сім'ю. У Тамалінді вона жила в будинку свого чоловіка, а свекром її був торговець олією. І ось, при в'їзді в місто, вона розгледіла сидячого під деревом царя Вікраму і побачила, що ступні і кисті у нього відсічені.
Вражена цим видовищем, жінка веліла зупинити паланкін і, кинувшись до царя, вигукнула:
- Великий царю! Що привело вас на цей шлях?! Як довго ви тут?
- О цнотлива з жінок! - відповідав цар Вікрама. - Те, що бачиш ти, — плоди моєї минулої карми. Зірки відвернулися від мене, і ось я спустошений, розорений, знищений. Владика Сатурн розгнівався на мене і прирік на позбавлення і страждання. Дія карми невблаганна, і не можна уникнути її. О сестро! Чи все благополучно в моєму Уджаїні?
Зі сльозами на очах жінка відповіла:
- Великий царю! У Уджаїні все благополучно, але коли я бачу тебе в стані настільки жалюгідному, моє серце розривається на частини. Втім, як ти сказав, наслідків карми не уникнути нікому.
Що повинно було статися — сталося. Сідай в мій паланкін і поїдемо до мене додому.
З величезними труднощами цар Вікрама сів в паланкін, і вони вирушили в будинок господаря олійниці.
Страх охопив торговця оліями при вигляді каліки, що вибирається з паланкіна, і він сказав своїй невістці:
- Невістко! Навіщо ти принесла це нещастя в наш будинок? Наш повелитель наказав відрубати цьому злодієві кисті і стопи і вигнати його з міста, суворо заборонивши кому б то не було допомагати йому. Якщо ти сховаєш його тут, цар розорить наш будинок і кине нас в темницю.
Терпляче вислухавши старого, жінка лагідним голосом промовила:
- О батько чоловіка мого! Це не хто інший, як цар Вікрамадітья, правитель Уджаіні, і в такому жалюгідному становищі він опинився лише через нещасну долю свою. Він правив Уджаїні справедливо і вміло, але через злощасне розташування планет його спіткала зла доля. Він немов чудотворний дорогоцінний камінь, який вміє виконувати бажання, але котрий впав у купу сміття . А сьогодні цей дорогоцінний камінь потрапив до нас у руки.
Почувши це, торговець оліями був вражений і надав царю Вікрамі всілякі почесті. Він поселив його в своєму будинку і став думати, як виправдатися перед повелителем Тамалінди.
І ось наступного дня торговець оліями відправився до двору царя Чандрасени і, улесливо схилившись перед ним, промовив єлейним голосом:
- О великий царю! Чи пам'ятаєш ти того злодія, якому наказав відрубати кисті і ступні, а після викинути з міста? Мені дуже шкода його, і якщо ти повелиш, то я дам йому притулок і буду годувати.
Глибоко задумався цар Чандрасена, а потім все ж відповів на прохання торговця оліями згодою.
І тепер власник олійниці вже не боявся допомагати царю Вікрамі. Коли він повернувся додому, цар сказав йому:
- Не кажи нікому, що я Вікрамадітья, і ні з ким не обговорюй того, що сталося.
Торговець погодився і відповів царю Вікрамі:
- З сьогоднішнього дня ти будеш сидіти на верхівці преса, що вичавлює олію, і стежити за його роботою, а я буду годувати і одягати тебе.
І Вікрамадітья, колись колишній правитель Уджаїні, поки зла доля не віддала його під владу Сатурна, який перетворив його в нижчого зі смертних, погодився на пропозицію торговця. З цього дня він сидів на верхівці преса і тиснув олію. Споглядаючи гру долі! День і ніч покалічений цар Вікрама поганяв биків, що обертали жорна, і відчував себе в неоплатному боргу перед торговцем оліями за їжу, одяг і дах, що той давав йому. Так пройшло ще п'ять років.
Той же, хто хоче дізнатися, що було далі, повинен слухати тепер з усією увагою. Йшов час, і у царя Вікрами з'явилася звичка співати, поганяючи биків, які цілий день ходили по колу, приводячи в рух жорна. Цар був обдарованим музикантом і знав всі музичні раги (лади і тональності). І ось одного разу, сидячи, як зазвичай, на верхівці Преса, він почав співати прекрасним голосом рага-діпаку. Все своє серце вкладав він у спів і раптово від сили мелодії, помноженої багаторазово міццю його голосу, всі світильники в місті самі собою запалилися.
І сталося так, що в цю саму мить, коли вогні спалахнули в кожному будинку, на балконі царського палацу стояла дочка Чандрасени, царівна Падмасена. Дивилася вона і дивувалася, що місто раптово стало таким, яким буває лише під час свята вогнів Дівалі.
- Хто наказав запалити сьогодні світильники у всьому місті? - запитала вона служниць. - Адже сьогодні не Дівалі, і немає ні пишного весілля, ні іншого свята. Ідіть і все дізнайтеся! З'ясуйте, хто наказав запалити вогні.
І лише сказала вона це, як цар Вікрама Доспівав рага-діпаку до кінця, і всі до одного світильники згасли в єдину мить, так само раптово, як запалилися.
А потім він почав співати рага-Шрі в перекладі для голосу. Почувши його спів, царівна вигукнула:
- Хто цей великий музикант, який розважає нас, не відкриваючи свого імені? Чи є хто з моїх слуг? - крикнула вона. - Ідіть швидше і дізнайтеся, де цей співак. Та поспішіть!
Слухняно кинулися служниці виконувати наказ своєї повелительки. Все місто обійшли вони і нарешті з'явилися в будинок торговця оліями, де знайшли сидячого на верхівці преса Вікрамадітью. І побачили вони, що цей безрукий і безногий каліка — і є той чудовий співак. Негайно поспішили служниці назад до палацу і сказали царівні;
- О пані! Чи знаєш ти того злодія, чиї кисті і стопи були відрубані, а сам він, за велінням твого батька, був викинутий геть з міста? Це сталося більше семи років тому. Так ось, цей каліка сидить на верхівці преса в будинку торговця оліями, тисне олію і співає цю пісню.
Тоді царівна сказала служницям:
- Ступайте ж швидше і приведіть його.
Але одна з служниць, розхрабрившись, заперечила:
- Якщо ми його приведемо, цар прийде в лють, і гнів його впаде на наші голови. Краще ми спочатку доведемо до його слуху твоє побажання, о пані! Як би твій батько не вважав себе ображеним при вигляді цього каліки тут, у палаці!
На це царівна різко відповіла:
- Немає в тому ніякої потреби! Потім я сама розповім батькові про все. А зараз йдіть і запросіть цього співака до палацу, тому що всі думки мої прагнуть до нього.
Знову кинулися служниці до торговця оліями і, випросивши його дозволу, запросили Вікрамадітью до царівни. Як не старався він відповісти відмовою, підозрюючи, що Сатурн ще не залишив задумів покінчити з ним, дівчата наполягли на своєму і повели його до палацу.
Так Вікрамадітя зустрівся з царівною Падмасеною, яка посадила його на почесне місце і сказала:
- Ти знавець і майстерний виконавець paг, так насолоди мій слух однієї з них. Ти знаєш про музику все, і голос твій солодкий. Повинно бути, ти один з небесних музикантів.
І з цього дня скалічений цар Вікрамадітья проводив весь свій час у палаці, як того забажала царівна, і тішив царську доньку своїм співучим голосом, виконуючи раги і рагіні — особливі для кожного часу дня і ночі. Так, розважаючи царівну своїм співом, цар Вікрама дожив до закінчення періоду в сім з половиною років.
А царівна тим часом твердо вирішила, що якщо судилося їй вийти заміж, то вийде вона тільки за царя Вікраму. І щоб збулося це її бажання, почала вона постити. Служниці донесли про це цариці, і та вирушила в покої доньки, випросила в чому причина її нещастя. Царівна на розпитування матері відповіла:
- О матінко! Я твердо вирішила вийти заміж за людину, яка з недавніх пір співає для мене в палаці. Він мій обранець, і ні за кого іншого я заміж не вийду.
До глибини душі образили царицю ці безрозсудні слова, і вона вигукнула:
- Дочко моя, Невже ти збожеволіла? Тобі судилося вийти заміж за могутнього царевича. Цей жалюгідний каліка так само далекий від тебе, як земля - від небес! Припини ці безглузді промови і будь розумною.
Але царівна відповіла матері:
- Я не порушу своєї клятви. Тільки ця людина стане моїм чоловіком.
Тут цариця зрозуміла, що перемогти шалений намір, який заволодів царівною, буде не так-то просто. І в тривозі попрямувала вона за порадою безпосередньо в покої свого чоловіка, царя Чандрасени. А цар якраз в цей час розпитував придворних:
- Чому покої царівни повняться з недавніх пір чудовими рагами і рагині, що доносяться до нашого слуху і вдень і вночі? Хто виспівує ці пісні, і чому царівна слухає їх безперестанку?
Придворні ж, побоюючись за свої голови, відповідали, шанобливо склавши руки:
- О великий царю! Нам нічого не відомо про це. Будь ласкавий відвідати покої царівни Падмасени, і ти дізнаєшся все, що хочеш знати. Ми ж про справи царівни нічого не відаємо. Подивися своїми власними очима, о повелителю, і вчини так, як вважаєш за потрібне.
І тільки встигли вони промовити це, як цариця увійшла в зал і повідала своєму чоловікові, царю Чандрасені, про все, що сталося між нею і донькою.
У ту ж мить схопився цар на ноги і попрямував в покої дочки своєї швидким і твердим кроком. Поставши перед Падмасеною, він вигукнув:
- Донько моя! Наміри твої негідні царської особи! Ця людина злодій і був позбавлений своїх кінцівок за моїм наказом, бо заслужив це своїм злочином! Пристрасть позбавила тебе розуму, але відмовся від неї — і я сьогодні ж відправлю гінців в усі кінці світу, щоб знайшли вони гідного, прекрасного і обдарованого царевича, відповідного тобі в женихи.
Спокійно глянула царівна в очі батькові і відповіла впевнено і твердо:
- Знай, батько мій: якщо ще раз заговориш ти зі мною про це, я розлучуся з життям своїм, але не буде у мене іншого чоловіка.
Пильно вдивився цар в її обличчя і зрозумів, що вона рішуча і непохитна. І тоді, сповнившись гніву, вигукнув він:
- Якщо такий жереб судився тобі в житті, то не в моїх силах змінити його. Бо хто в силах змінити вирок долі?
Переконавшись, що вибору у нього немає, цар Чандрасена дав згоду на шлюб своєї доньки з її обранцем і з важким серцем повернувся в свої покої. В нестямі від горя він кинувся на ложе і довго перевертався з боку на бік, не знаходячи собі місця. Але врешті-решт глибокий сон зморив його. І в цю ніч приснився йому цар Вікрама, якій знову знайшов свої сильні члени.
А цар Вікрама, не здогадуючись про те, що відбувається в палаці, почав тим часом сумувати і турбуватися: "Коли ж я знову потраплю в Уджаіні і знову почну керувати своїм царством? Не залишилося таких нещасть, що я не відчув, але владика Сатурн як і раніше до мене нещадний. Якби Він явив мені своє милосердя зараз!»
І побачивши, як цар Вікрама сидить, занурившись в такі думки, владика Сатурн перейнявся до нього співчуттям і жалістю. Він постав перед царем і промовив:
- О царю Вікраме! Чи впізнаєш ти мене? Я Сатурн. Чи обпалило тебе полум'я моєї влади? Скажи мені, скільки нещасть довелося тобі винести за те, що ти образив мене перед усім своїм двором?
Побачивши перед собою Всемогутнього Сатурна і почувши його слова, цар Вікрама спробував піднятися на ноги, але, не маючи стоп, він повалився тут же на землю. І, не маючи кистей рук, він не зміг втриматися і покотився до ніг Сатурна, щоб висловити свою повагу і покірність його волі. І тоді могутній владика Сатурн вимовив:
- О царю Вікраме! Я захоплений твоїм терпінням. Ти виніс великі страждання і вижив. Так проси мене, про що хочеш. Я виконаю найпотаємніше твоє бажання.
І цар Вікрамадітья, задихаючись від хвилювання, промовив:
- О великий владико! Ти послав мені великі страждання. Так обіцяй же, що ніколи і ні на кого ти не нашлеш більше таких бід, які довелося пережити мені. О Великодушний владико Сатурне! Це і є найпотаємніше бажання мого серця. Ніхто не виніс би тих прикрощів і негараздів, яким довелося протистояти мені. І Я бажаю, щоб більше ніколи і ні з ким не сталося те, що випало на мою долю. Ніколи!
Сатурн же, почувши ці слова, вигукнув:
- Я захоплений! Прекрасно, царю Вікрамо! Ти міг попросити повернути тобі руки і ноги, але твоє серце сповнене співчуття і емпатії до чужих страждань. Відрікаючись від власних бажань, ти просиш благодіяння для всіх. Воістину, ти спаситель і праведник, бо просиш про позбавлення всіх людей від страждань. Я невимовно задоволений такою великодушністю і воістину захоплений тобою, а тому ось мій дар тобі - твої колишні сильні руки і ноги, а також і колишня твоя могутність у всьому блиску!
І як тільки вимовив владика Сатурн ці слова, члени тіла царя знову стали цілими і колишня Краса повернулася до Вікрами.
Тоді Вікрамадітья припав чолом до стоп владики Сатурна і вигукнув:
- О Могутній Сатурне! Я схиляюся перед тобою знову і знову за твою великодушність і знову прошу тебе про благодіяння для всіх, хто живе. Молю Тебе, не піддай жодну живу істоту, яким би то не було  мукам, які випали на мою долю!
Велике здивування охопило царівну на наступний ранок, коли побачила вона, що руки і ноги царя Вікрами, які він втратив сім з половиною років тому, цілі і неушкоджені. Побачивши, наскільки вона вражена, Вікрама розкрив їй своє ім'я і повідав про все, що сталося з ним, і привів своєю розповіддю царівну в невимовний захват. Царівна переказала все своїм найближчим наперсницям, а ті поспішили до царя і цариці, маючи намір передати їм цю дивовижну повість.
А тим часом цар Чандрасена, прокинувшись від віщого сну свого, поспішив в покої своєї дочки І побачив там царя Вікраму, красою подібного самому богу любові.
- Хто ти такий? - запитав його цар Чандрасена, і Вікрама відповів:
- Я той самий злодій, що вкрав перлове намисто у дочки купця.
- Так, я бачу це, — мовив цар Чандрасена. - Але бачу я і те, що тепер ти цілий і неушкоджений, хоча за моїм наказом тобі відрубали руки і ноги. Прошу тебе, розкрий мені цю таємницю, щоб розсіялися мої сумніви і сум'яття моє вгамувалося.
- Мене прозвали доблесним Вікрамадітья, — відповідав Вікрама, — і я цар міста Уджаіні.
І далі він повідав царю Чандрасене все, що сталося з ним за ті сім з половиною років, що перебував він під владою Сатурна. Вислухавши цю вражаючу розповідь, Чандрасена впав до ніг Вікрамадіті, благаючи про прощення за те, що обійшовся так жорстоко з таким великим царем. Але Вікрамадітя сказав йому:
- Не тобою я був ображений, але доля моя принесла справедливу кару. Розгніваний Сатурн заволодів моїм тілом на сім з половиною років, і сам винен я в жалюгідній долі своїй, бо завдав образу Сатурну. Хіба вільний був ти, о Чандрасена, щось змінити тут? Ти лише виконав те призначення, що підготував для мене Сатурн.
Тут цар Чандрасена запропонував Вікрамадітье руку своєї дочки і велів привести того купця, який звинуватив великого царя в крадіжці намиста. Почувши, що його викликають до палацу, купець з великою поспішністю відправився до двору повелителя Тамалінди, де з покірністю схилився перед царем Чандрасеною і смиренно запитав:
- Яке буде твоє веління, о владика?
Цар Чандрасена запитав купця:
- Чи знайшов ти перлове намисто?
На це купець відповів:
- О так, великий цар! Його проковтнув намальований на картині Лебідь. Коли він приніс намисто назад, я був вражений тим, що побачив!
Тоді цар мовив:
- О купець! Все, що сталося, було лише ілюзією, яку створив владика Сатурн. Прийнявши її за істину, ти звинуватив у крадіжці незнайомця, який був гостем у твоєму домі. Твій гість тепер прибув сюди, до палацу. Чи впізнаєш ти його? Адже перед тобою доблесний цар Вікрамадітья, правитель міста Уджаіні, якого привели на цей шлях хитросплетіння долі, що накреслив для нього владика Сатурн в своєму гніві.
Коли купець побачив, що стоїть перед ним цілий і неушкоджений цар Вікрама, очі його стали круглими, як миски. Простягнувшись ниць перед Вікрамадітьей і жалібно чіпляючись за його ступні, він заплітаючись почав благати про прощення за те, що звів на нього напраслину. Обливаючись сльозами, він просив призначити собі будь-яке покарання. Але цар Вікрама сказав йому:
- О купець! Це була не ваша вина. Владика Сатурн розгнівався на мене, і за його велінням все це сталося зі мною.
Почувши ці слова, купець негайно запропонував царю в дружини свою дочку-красуню, що колись випробовувала його, і пообіцяв в придане цілу гору золотих монет.
А цар Чандрасена тим часом послав слуг привести до палацу торговця оліями. І той з'явився з великою поспішністю і, шанобливо склавши руки, вигукнув:
- О царю! Яке буде твоє веління?
Цар запитав його:
- Чи впізнаєш ти того, хто сидить перед тобою?
Але тіло Вікрамадіті тепер сяяло, немов сонце, і засліплений цим блиском торговець не міг гарненько розгледіти його. Тоді цар Чандрасена сказав:
- Адже ця людина поганяла биків, що обертали олійний прес в твоєму домі. Тепер-то ти впізнав його?
Торговець оліями сказав;
- Так, він дуже схожий на нього обличчям, але хіба я можу сказати напевно?
Тоді Чандрасена розповів торговцю оліями всю правду і додав:
- Отже, знай, що ти надав гостинність і допомогу доблесному Вікрамадітье. І в знак поваги до твоєї щедрості я дарую тобі і твоїм нащадкам село.
Невимовно зрадів торговець оліями, почувши ці слова.
Вікрамадітя ж, у свою чергу, подарував село невістці торговця оліями, чим вельми ощасливив її. Слідом за цим він зіграв пишне весілля, взявши в дружини і царівну, і доньку купця. Цілий місяць святкували, бенкетуючи і радіючи, жителі Тамалінди, після чого цар з молодими дружинами відправився в Уджаіні в супроводі безлічі слуг, коней, слонів і колісниць. З музикою і радістю вступили вони в Уджаіні, і потоки людей кинулися назустріч своєму повелителю. Натовпи городян вітали царя, який простував вулицями міста. І весь наступний день місто святкувало велику подію. Тим часом цар розіслав глашатаїв в усі кінці свого царства, щоб ті сповістили від його імені наступне: «Бог Сатурн — найвеличніша з усіх планет. І нехай нікому не доведеться страждати так, як постраждав я за те, що образив і принизив його своїми негідними словами».
Потім, коли настав сприятливий день, цар Вікрама наказав звести храм на честь владики Сатурна. Жителі ж Уджаіні стали старанно поклонятися Сатурну, славлячи його ім'я і підносячи йому молитви.
І будь-яка людина, яка слухає це оповідання або читає його в чистоті серця, з увагою і відданістю, буде позбавлена від усіх страждань.

### Врата-катха
Махатмья (у буквальному перекладі — «особлива велич», порівн. Махатма — «велика душа») — це водночас і оповідання про чиюсь велич, і вказівку на велич самого цієї розповіді. Однією з таких оповідань є "Велич Сатурна" - "Шані Махатм'я". 
З'єднуючись з прийняттям обітниці, махатм'я перетворюється на «особливе ритуальне оповідання» — врата-катху, краще читати її вголос або слухати в чиємусь виконанні, а ще краще читати її вголос у присутності інших людей: тоді ви приносите користь не тільки собі, але й тим, хто вас слухає, а також сприяєте поширенню священного тексту. Навіть звичайнісіньку історію можна підняти до рівня врата-катхи, якщо розповідати її зі щирою відданістю і вірою. Не має значення хто її виконуватиме — професійний оповідач чи проста людина. Важливо лише, щоб читання відбувалося у священний день і як священний ритуал. Так, «Велич Сатурна» стає врата-катхою у тому випадку, якщо його переказують зі щирою вірою у звільнення від згубного планетного впливу.
Міфи про кожну з планет, що входять до «Шані Махатм'ю», можна використовувати як лікувальні засоби-упаї, читаючи їх у дні тижня, що відповідають цим планетам. Читання ж вголос усього тексту «Шані Махатмі» по суботах захистить від руйнівної дії всіх Дев'яти Планет, а особливо змилосердить Сатурна — найбільшу з Грах.
Слухаючи розповідь про біди, нещастя і про звільнення від них, слухачі починають бачити шляхи вирішення своїх проблем. Врата-катха — це вираження буття того чи іншого божества у формі міфу, і вона стає мантрою, якщо є особливі умови її виконання та сприйняття. Вратаа-катха має добрий вплив і на слухачів, і на оповідача, якщо вони рухаються щирою вірою і відданістю. Але для неї потрібна сильна віра і відданість. У особливих, екстремальних ситуаціях можна навіть не давати обітницю, — небесні сили, до яких звернена врата-катха, приймуть її, якщо розцінять як обітницю ваше бажання.

## Мантри
- Біджа мантра Шані : Om pram preem praum sah shanaishcharaya namah

- Гаятри мантра Шані: Om Neelanjanaya Vidmahe Chhayamartandaya Dhimahi Tanno Shani Prachodayat

- Шані стотра: Nelanjan samabhasam ravi putram yamagrajam Chaaya martand sambhutam tam namami shanaischaram

- Шані Гаятрі:

Om kaakadhwajaaya vidmahae 
khadga hastaaya dheemahi 
tanno mandah: prachodayaat
- Om, Дозвольте мені медитувати на того, хто має ворона на прапорі,

О, Той, хто має мечем у руці, дай мені більш високий інтелект,
І нехай Шанісвара просвітлює мій розум
- 'Om Sham Shanaischaryaye Namah' 108 раз щодня

- Aum praang preeng proung sah Shanaye namah

Наваграха Сукта, шлока про Шані:
- Om Shanno Devirabhishtaya Aapo Bhavantu Peetaye Shanyorbhisravantumah Shanaishcharaaya Namah